# Carlos Zorrinho
Carlos Zorrinho, né le 28 mai 1959 à Óbidos, est un homme politique portugais.

## Biographie
Avec Ana Rita Sithole, Carlos Zorrinho est co-président de l'Assemblée parlementaire Organisation d'Afrique, des Caraïbes et du Pacifique - Union européenne en 2023,.